# 하후연
하후연(중국어 정체자: 夏侯淵, 간체자: 夏侯渊, 병음: Xiàhóu Yuān 샤허우위안[*], ?~219년 1월)은 중국 후한 말 조조 휘하의 장군이다. 자는 묘재(중국어: 妙才, 병음: Miàocái 먀오차이[*])이며 예주 패국 초현(譙縣) 사람이다. 재빠르고 과감한 기동이 장기였으며 항상 앞장서서 싸우는 용장이었다. 마초와 한수, 여러 이민족을 물리치고 농우를 평정하였다. 유비로부터 한중을 지켜내던 중 황충과의 전투에서 전사하였다.

## 생애

### 후방 지원
일찍이 고향에 있을 때 조조가 저지른 죄를 대신 짊어지려 했는데 조조가 용서를 빌어 면하였다. 조조가 거병하자 별부사마(別部司馬)와 기도위가 되어 따르고 진류태수·영천태수를 지냈다. 관도 전투에서는 독군교위(督軍校尉)로서 연주·예주·서주로부터 군량을 조달하였다. 201년(건안 6년) 장료와 함께 동해군의 창희를 포위 공격했으나 몇 달간 함락시키지 못하고 군량이 다 떨어졌다. 회군하기 전에 장료가 창희와 단둘이 만나 설득하니 투항하였다. 206년 창희가 다시 반기를 들어서 우금과 같이 진압하고 전군교위(典軍―)가 되었다. 황건적 서화(徐和)와 사마구(司馬俱)가 제남과 낙안을 치므로 태산·제군·평원의 군사를 동원하여 토벌하고 그 식량을 확보하였다. 209년 행령군(行領軍)에 임명되어 여강의 뇌서를 격퇴했다.

### 동관 전투
211년 정서호군(征西護軍)을 맡고 서황을 지휘하여 태원의 도적 상요(商曜)를 죽였다. 3월(음력) 조조가 종요와 하후연에게 한중의 장로를 정벌하라고 하였다. 마초와 한수 등 관중의 세력들은 조조가 자신들을 노린다고 판단하여 동관(潼關)으로 진격하였다. 하후연은 위남(渭南)에서 이들과 싸우고 서황, 주령과 함께 유미현(隃麋縣)과 견현(汧縣)의 저족을 쳐부수었다, 10월 안정에서 조조를 만나 양추를 포위하니 그 항복을 받았다. 212년 조조가 업으로 돌아가면서 하후연을 호군장군(護軍將軍)으로 삼아 장합, 서황, 주령, 노초와 장안에 주둔시켰다. 남산(南山)에서 유웅(劉雄)을, 부(鄜)에서 양흥을 격파하고 박창정후(博昌亭侯)에 봉해졌다.

### 마초와의 싸움
마초가 기(冀)성을 포위하고 있었으므로 구원하러 갔지만 제때에 도착하지 못하여 8월(음력) 항전하던 양주자사 위강이 죽었다. 마초가 200여 리를 나와 요격하고 견저까지 합세했기에 하후연이 퇴각하였다. 9월 조구(趙衢)와 윤봉 등이 마초를 몰아낼 계획을 세웠다. 이에 동참한 강서(姜敍)가 노성(鹵城)에서 군사를 일으켰다. 마초가 출군한 사이 조구 등이 기성을 닫아걸고 그 처자를 살해하였다. 갈 곳이 없어진 마초는 한중으로 달아났다. 214년 마초가 다시 기산(祁山)을 포위하자 강서 등이 급히 구원을 청하였다. 여러 장수가 조조의 지시를 기다리자고 했지만 하후연은 업과의 왕복 거리가 4,000리이니 필히 늦을 것이라며 바로 출진하였다. 장합에게 5,000명으로 선봉을 맡기고 자신도 뒤따랐다. 마초는 이를 보고 싸우지도 않고 물러났다.

### 농우 평정
하후연은 현친현(顯親縣)에 있던 한수를 잡고자 약양성(略陽城)까지 추격하였다. 장수들은 한수 아니면 흥국(興國)의 저 중 하나를 이대로 치자고 하였다. 하후연은 둘 다 공성으로는 이기기 어렵다 보고 장리(長離)를 공격하여 한수를 야전으로 꾀어냈다. 한수에 호응한 강족들의 가족이 있는 장리를 공격하면 그 강족들이 각자의 가족을 구하러 갈 것이었다. 경무장한 군대로 장리를 습격하니 과연 한수도 흩어지려는 강족을 도와 장리로 나왔다. 그 숫자에 진지를 구축하여 대적하자는 안도 있었지만 1,000리에 걸쳐 거듭 싸워온 병사들이 더 피폐해질 것이라며 바로 싸워서 대승을 거두고 약양과 흥국마저 휩쓸었다. 흥국저왕 아귀(阿貴)는 죽고 한수는 서평으로, 백항저왕(白項―) 천만(千萬)은 파촉으로 도주하고 남은 자들은 항복하였다. 고평(高平)의 저각(屠各)까지 무찌르고 그 양곡, 소, 말들을 거두었다. 이러한 공로로 가절(假節)을 받았다.
10월(음력) 자칭 하수평한왕(河首平漢王) 송건이 30여 년 동안 다스리던 부한현(枹罕縣)을 1달 만에 함락하고 그와 그 관원들을 참수했다. 장합을 하관(河關)을 경유하여 소황중(小湟中)으로 보내니 하서의 강족들이 모두 투항하였다. 이로써 농우가 평정되었다. 215년 식읍 300호를 더해 모두 800호가 되었다.

### 한중 공방전
무도의 저와 강을 하변(下辯)에서 공격하여 그 곡물 십여만 곡(斛)을 탈취하였다. 조조가 장로를 정벌할 때 하후연이 양주의 여러 세력을 인솔해 참전했으며 이민족들을 위압하였다. 장로가 항복하고 한중이 평정되자 도호장군(都護―)으로서 장합과 서황을 부려 파군을 접수하였다. 조조가 돌아가면서 하후연을 정서장군에 임명하고 한중의 수비를 맡겼다. 218년(건안 23년) 유비가 양평관(陽平關)으로 진군하자 하후연도 여러 장수를 거느리고 나아가 서로 대치하였다. 다음해 1월 유비가 남쪽의 면수(沔水)를 건너 정군산(定軍山)에 진을 치므로 그 땅을 다투었다. 밤에 유비가 하후연의 녹채에 불을 질렀다. 동쪽 방어는 장합에게 맡기고 자신은 경무장한 군사를 데리고 남쪽 방어에 나섰다. 장합 쪽의 전황이 좋지 않아 병사를 반으로 나누어 지원보내고 손수 녹채를 보수하다가 황충이 내습해와 전사하였다. 시호는 민후(愍侯)라 하였다.

## 평가
하후연은 매우 빠르게 나아가 언제나 적이 예상치 못한 곳에서 나타났기 때문에 군중에서는 ‘사흘에 5백 리, 엿새에 1천 리를 간다.’는 소문이 돌았다. 농우를 평정했을 때 조조는 “송건을 일거에 멸하고 관서를 호랑이처럼 내달려 앞을 가로막는 것이 아무것도 없으니 공자도 안회가 더 낫다고 했다.”라며 자신보다 낫다고 칭찬하였다. 그러나 ‘장군이라면 겁을 먹고 약해져야 할 때도 있다. 용맹만을 믿어서는 안 된다. 물론 용맹함이 기본이기는 하지만 지략을 가지고 행해야 한다. 오직 패기만으로는 일개 필부만을 상대할 수 있을 뿐이다.’며 항상 주의도 주었다. 하후연은 본래 용병에 능하지 못하여 군중에서도 백지장군(白地―)이라 불렸다. 총대장이 최전방에서 직접 적과 뒹구는 것도 부당하건만 결국 녹채를 보수하다 전사하였다. 유비 역시 장합은 꺼린 반면 하후연은 쉬이 여겼다. 총대장인 하후연을 죽였음에도 “마땅히 우두머리를 잡아야 하지만 이는 무슨 쓸모가 있는가?”라고 하였다.

## 삼국지연의
사서가 아닌 소설 《삼국지연의》에서도 최전선에서 활약하는 용장으로 등장한다. 동작대를 완공한 기념으로 조조가 연 연회에서 조휴, 문빙, 조홍, 장합과 활 솜씨를 뽐낸다. 장로를 정벌할 때 선봉으로 가던 중 양앙과 양임의 기습에 패한다. 다시 안개 속에서 습격하여 양평관 점령에 공을 세우고 창기와 양임을 벤다. 정군산에서 장합의 만류에도 직접 출전했다가 황충과 법정의 계략에 전사한다.

## 가계
- 부인 : 조조의 처제
  - 장남 : 하후형(夏侯衡) - 조조의 아우 해양애후(海陽哀侯)의 딸과 결혼하였다. 아버지 사후 습작했다가 안녕정후(安寧亭侯)로 이봉됐다.
    - 손자 : 하후적(夏侯績)

  - 차남 : 하후패
  - 삼남 : 하후칭(夏侯稱)
  - 사남 : 하후위
    - 손자 : 하후준(夏侯駿)
    - 손자 : 하후장(夏侯莊)

  - 오남 : 하후영(夏侯榮)
  - 육남 : 하후혜
  - 칠남 : 하후화

## 같이 보기
- 삼국지 인물 목록

## 참고 문헌
- 《삼국지》9권 위서 제9 하후연